# Мендеш, Жорже
Жо́рже Па́улу Агошти́нью Ме́ндеш (порт. Jorge Paulo Agostinho Mendes; род. 7 января 1966, Лиссабон, Португалия), более известный как Жорже Мендеш, — португальский футбольный агент. Возглавляет основанную им же в 1996 году компанию Gestao de Carreiras de Profissionais Desportivos SA или GestiFute International, под крылом которой находится около сотни профессиональных футболистов. Является агентом ряда известных футболистов, таких как Криштиану Роналду, Радамель Фалькао, Анхель ди Мария, Диего Коста, Хамес Родригес, Андре Гомеш и других, а также тренеров — Жозе Моуринью и Луиса Фелипе Сколари.
Характеризуется как один из самых могущественных спортивных агентов мира с приставкой «супер», чье влияние распространяется не только на футболистов, но и на целые клубы. Например, начиная с 2016 года, Мендеш активно сотрудничал с английским клубом Вулверхэмптон, предоставляя рекомендации по назначению тренеров, включая Жулена Лопетеги и Витора Перейру, и участвуя в трансферах таких игроков, как Рубен Невеш, Рауль Хименес и Жоау Моутинью.
Многие считают залогом успешности этого серого кардинала закулисы мирового футбола в том, что он вывел понятие агентского бизнеса на совершенно иной уровень. Бывший президент мадридского «Реала» Рамон Кальдерон определял Мендеша как фактического хозяина этого некогда самого богатого футбольного клуба мира. Сэр Алекс Фергюсон, экс-главный тренер, а ныне член совета директоров «Манчестер Юнайтед» — в настоящее время самого прибыльного в мире футбольного клуба — называл Мендеша лучшим агентом, с которым ему когда-либо приходилось работать. Президент футбольного клуба «Порту» Жорже Нуну Пинта да Кошта отмечал важность деятельности своего соотечественника не только для футбола, но и для всей португальской экономики.
Стоимость действующих клиентских контрактов игроков, с которыми сотрудничает Мендеш, перевалила за отметку в один миллиард долларов США. Трижды признавался своими коллегами «Агентом года» ФИФА. Является шестикратным обладателем премии Globe Soccer Awards в номинации «Лучший агент» с 2010 по 2015 год. В рейтинге самых влиятельных спортивных агентов журнала Forbes, выстроенных по объёму полученных по итогам 2016 года комиссий, занимает вторую строчку с цифрой 72,7 миллионов долларов США, и первую среди всех агентов в мировом футболе.